# La Brea
La Brea è una serie televisiva statunitense ideata da David Appelbaum e trasmessa sulla NBC dal 2021 al 2024 per tre stagioni. Ha debuttato il 28 settembre 2021. È prodotta da Universal Television, Matchbox Pictures, Keshet Studios e Bad Apple e ha come protagonisti Natalie Zea ed Eoin Macken.
In Italia la serie è andata in onda su Italia 1 dal 9 giugno 2022.

## Trama
Quando un'enorme voragine si apre nel mezzo di Los Angeles nel sito dei La Brea Tar Pits e del Wilshire Boulevard, centinaia di persone, veicoli ed edifici (incluso il caratteristico Petersen Automotive Museum) vengono trascinati nelle sue profondità. I sopravvissuti si ritrovano intrappolati in una misteriosa e pericolosa terra primordiale dove devono unirsi per sopravvivere. La serie segue una famiglia (padre, madre, figlio e figlia) che viene separata dagli eventi e tenta di riunirsi. Il padre ha visioni che forniscono scorci di quando e dove si trovano sua moglie e suo figlio. La voragine e l'improvvisa comparsa del Teratornis (un uccello preistorico) ha attirato l'attenzione del Dipartimento per la sicurezza nazionale degli Stati Uniti che sta studiando un evento simile nel deserto del Mojave. Con il progredire della serie, gli investigatori si rendono conto che le voragini forniscono un portale temporaneo verso lo stesso luogo ma nel 10.000 a.C. Nel frattempo i sopravvissuti lottano per trovare un modo per tornare attraverso il portale prima che si chiuda.

## Episodi
| Stagione         | Episodi | Prima TV USA | Prima TV Italia |
| ---------------- | ------- | ------------ | --------------- |
| Prima stagione   | 10      | 2021         | 2022            |
| Seconda stagione | 14      | 2022-2023    | 2023            |
| Terza stagione   | 6       | 2024         | inedita         |

## Personaggi e interpreti

### Personaggi principali
- Eve Harris, interpretata da Natalie Zea, doppiata da Francesca Fiorentini. È una madre dinamica e manager d'ufficio che cade nella voragine.
- Gavin Harris, interpretato da Eoin Macken, doppiato da Vittorio Guerrieri. È il marito separato di Eve ed ex pilota militare che ha avuto visioni di una terra preistorica
- Isaiah, interpretato da Diesel La Torraca, doppiato da Edoardo Vivio. È un bambino del passato che cresce fino a diventare Gavin Harris dopo aver viaggiato nel tempo attraversando un portale.
- Ty Coleman, interpretato da Chiké Okonkwo, doppiato da Marco Bassetti. È un terapeuta con cui Eve fa amicizia.
- Marybeth Hill, interpretata da Karina Logue, doppiata da Laura Romano. È un agente di polizia di Baton Rouge, in Louisiana, che si trovava a Los Angeles mentre era sulle tracce del figlio Lucas.
- Izzy Harris, interpretata da Zyra Gorecki, doppiata da Emanuela Ionica. È la figlia adolescente di Eve e Gavin che ha perso la gamba sinistra in un incidente d'auto mentre era accompagnata a casa da un vicino.
- Josh Harris, interpretato da Jack Martin, doppiato da Lorenzo Crisci. È il figlio adolescente di Eve che cade nella voragine.
- Riley Velez, interpretata da Veronica St. Clair, doppiata da Lucrezia Marricchi. È la figlia del dottor Sam Velez con cui Josh fa amicizia.
- Scott Israni, interpretato da Rohan Mirchandaney, doppiato da Stefano Brusa. È uno studente australiano, laureato in antropologia che lavorava al George C. Page Museum ed è un tossicodipendente ricreativo sempre sballato.
- Veronica Castillo, interpretata da Lily Santiago, doppiata da Arianna Vignoli. È una giovane donna apparentemente religiosa ed ex fuggitiva che è stata gravemente morsa quando il suo apparente padre Aaron è stato ucciso da un terribile lupo.
- Lilly Castillo, interpretata da Chloe De Los Santos, doppiata da Malvina Draghetti. È una ragazza che finge di non poter parlare e si spaccia per la sorella di Veronica quando è stata in verita' rapita da Veronica e Aaron.
- Ella Jones (stagione 2, ricorrente stagione 1), interpretata da Michelle Vergara Moore. È una versione adulta di Lilly che ha seguito Isaia fino ai giorni nostri ed è cresciuta fino a diventare un'artista.
- Dottor Sam Velez, interpretato da Jon Seda, doppiato da Fabrizio Vidale. È un medico ed ex navy seal, ed è il padre di Riley.
- Lucas Hayes, interpretato Josh McKenzie, doppiato da Emanuele Ruzza. È il figlio separato di Marybeth, trafficante di eroina e ha un pessimo rapporto con sua madre da quando lei ha sparato a suo padre perché aveva intenzione di denunciarlo alla polizia.
- Levi Delgado, interpretato da Nicholas Gonzalez, doppiato da Andrea Lavagnino. È un pilota dell'aeronautica degli Stati Uniti e vecchio amico della famiglia Harris. Ha una relazione segreta con Eve.
- Paara (stagione 2, ricorrente stagione 1), interpretata da Tonantzin Carmelo, doppiata da Ughetta d'Onorascenzo. È una nativa americana etnica che parla un perfetto inglese moderno.

### Personaggi ricorrenti
- Jessica Harris (stagione 1), interpretato da Ione Skye. È la sorella adottiva di Gavin ed è zia di Izzy e Josh.
- Dottoressa Sophia Nathan (stagione 1), interpretata da Virginie Laverdure, doppiata da Gilberta Crispino. È un'agente del Dipartimento della Difesa degli Stati Uniti che sta indagando sulla voragine.
- Agente senior Adam Markman (stagioni 1-2), interpretato da Toby Truslove, doppiato da Gabriele Sabatini. È un agente del Dipartimento della Difesa degli Stati Uniti e collaboratore della dottoressa Nathan.
- Tony Greene (stagione 1), interpretato da Pacharo Mzembe, doppiato da Paolo Vivio. È un uomo caduto nella voragine, che nel 10.000 a.C. ripara una Jeep.
- Billy Fisher (stagione 1), interpretato da Stephen Lopez, doppiato da Davide Albano. È il marito di Tony che è caduto nella voragine e ha perso gli occhiali.
- Judah (stagioni 1-2), interpretato da Damien Fotiou, doppiato da Gianluca Cortesi.
- Dottoressa Rebecca Aldridge, interpretata da Ming-Zhu Hii, doppiata da Marta Altinier. È una scienziata del governo che sa di più sui portali del tempo e sulle voragini di quanto lascia intendere e che sembra guidare e/o influenzare le azioni e le decisioni prese dagli altri personaggi.
- Silas, interpretato da Mark Lee. È il nonno di Isaiah ed è un collega scienziato di Aldridge.
- Taamet (stagione 2), interpretato da Martin Sensmeier. È il capo degli esiliati.
- James Mallet (stagione 2), interpretato da Jonno Roberts. È il direttore del progetto Lazarus dal 2076 ed è anche il padre scomparso da tempo di Gavin e il nonno di Izzy e Josh.
- Caroline Clark (stagione 2), interpretata da Melissa Neal. È una scienziata del 2076 ed è la figlia di Silas, la madre di Isaiah / Gavin e la nonna di Josh e Izzy.
- Kiera (stagione 2), interpretata da Simone McAullay. È un membro del progetto Lazarus e assistente personale di James con un programma tutto suo.

## Produzione

### Origine
(David Appelbaum, il creatore della serie)

### Sviluppo
Il 15 gennaio 2020 la serie ha ricevuto un ordine pilot dalla NBC: il primo episodio è stato diretto da Thor Freudenthal e scritto da David Appelbaum, che avrebbe dovuto produrre insieme a Ken Woodruff, Arika Lisanne Mittman, Thor Freudenthal, Adam Davidson, Avi Nir, Alon Shtruzman, Pietro Traugott, Rachel Kaplan e Steven Lilien, Bryan Wynbrandt. Le società di produzione coinvolte nella serie sono Universal Television, Matchbox Pictures, Keshet Studios e Bad Apple. Il 12 gennaio 2021 la NBC ha emesso un ordine di produzione: la serie è stata rinnovata per una seconda stagione di 14 episodi. Il 31 gennaio 2023 la NBC ha rinnovato la serie per una terza stagione di sei episodi, dopo aver accettato l'offerta di produrre una stagione più breve in modo da risparmiare ulteriori costi di produzione.

### Casting
Nel febbraio 2020, Michael Raymond-James, Karina Logue, Zyra Gorecki, Caleb Ruminer, Angel Parker, Catherine Dent, Veronica St. Clair, Jag Bal e Chiké Okonkwo sono stati scelti come personaggi abituali della serie mentre Natalie Zea è stata scelta per il ruolo principale. Nel marzo 2020, Jon Seda e Rita Angel Taylor si sono uniti al cast principale. Il 4 marzo 2021, Eoin Macken e Jack Martin sono stati scelti per sostituire rispettivamente Raymond-James e Ruminer, mentre Lily Santiago si è unita al cast principale. Inoltre, il cognome della famiglia dei protagonisti è stato cambiato in Harris. Il 22 marzo 2021, Nicholas Gonzalez e Rohan Mirchandaney si sono uniti al cast come personaggi abituali della serie. Nell'aprile 2021, Josh McKenzie è stato scelto come personaggio regolare della serie mentre Ione Skye è stata scelta per un ruolo ricorrente e Chloe De Los Santos è stata scelta per sostituire Taylor. Il 12 maggio 2022, Tonantzin Carmelo e Michelle Vergara Moore sono stati promossi a regolari della serie per la seconda stagione. Il 15 luglio 2022, Jonno Roberts si è unito al cast in un ruolo ricorrente per la seconda stagione. Il 22 settembre 2022, Martin Sensmeier è stato scelto come attore ricorrente per la seconda stagione.

### Riprese

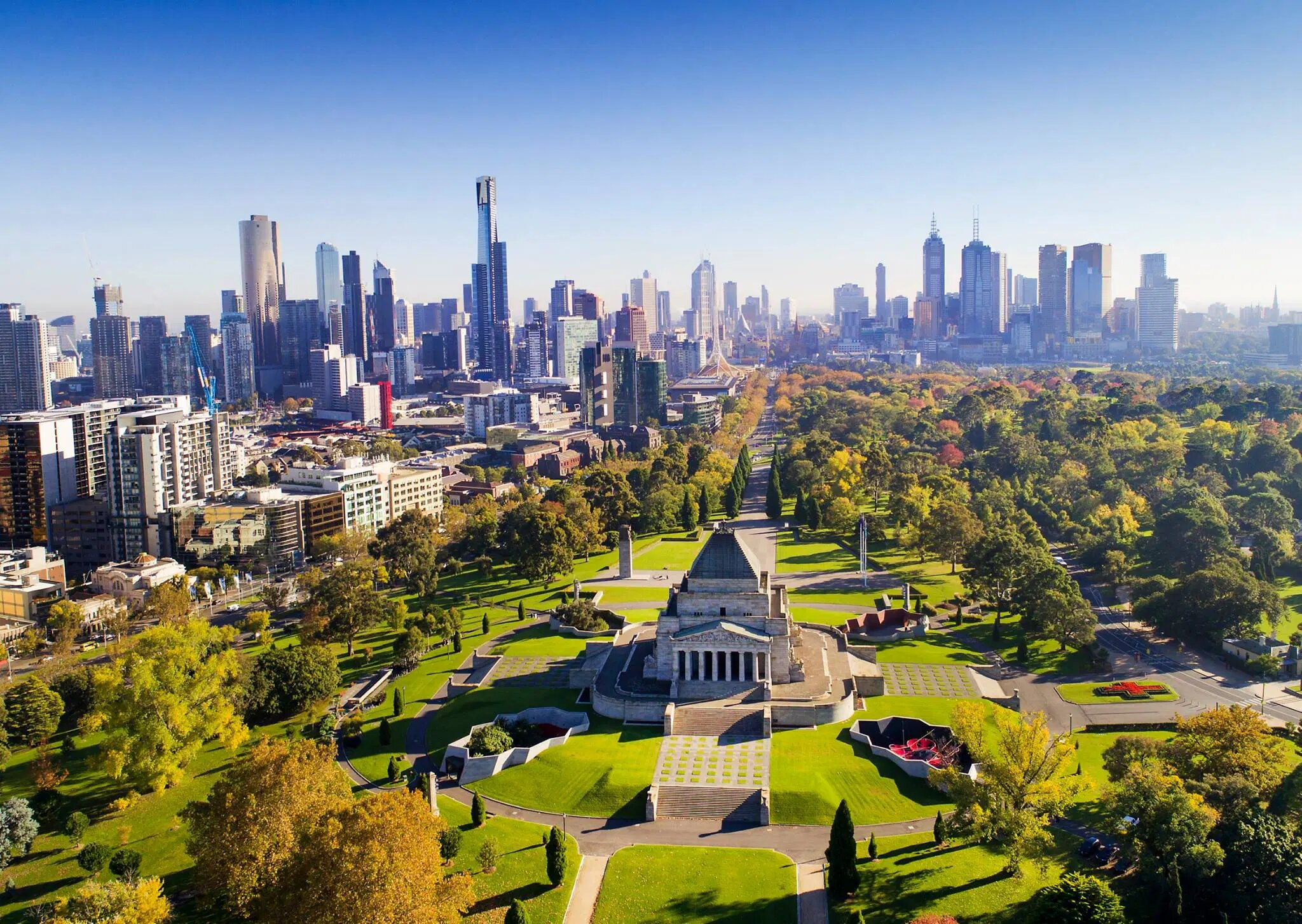
Melbourne, in Australia, è stata utilizzata come una delle location per la città immaginaria di Los Angeles nella serie.

Il pilot doveva originariamente essere girato in Canada a Vancouver, Columbia Britannica, il 10 marzo 2020, ma è stato sospeso a causa della pandemia di COVID-19. Le riprese della serie sono iniziate il 3 maggio 2021 a Melbourne, in Australia, e si sono concluse nel mese di settembre dello stesso anno. La sequenza principale della serie è stata girata nella regione del Victoria. Le registrazioni della prima stagione sono state completate a settembre. La produzione, ricca di effetti speciali, ha speso 71 milioni di dollari in Australia, più di 60 milioni di dollari nel Victoria. È la produzione televisiva più costosa da quando la serie HBO di Steven Spielberg The Pacific è stata completata nel 2009.

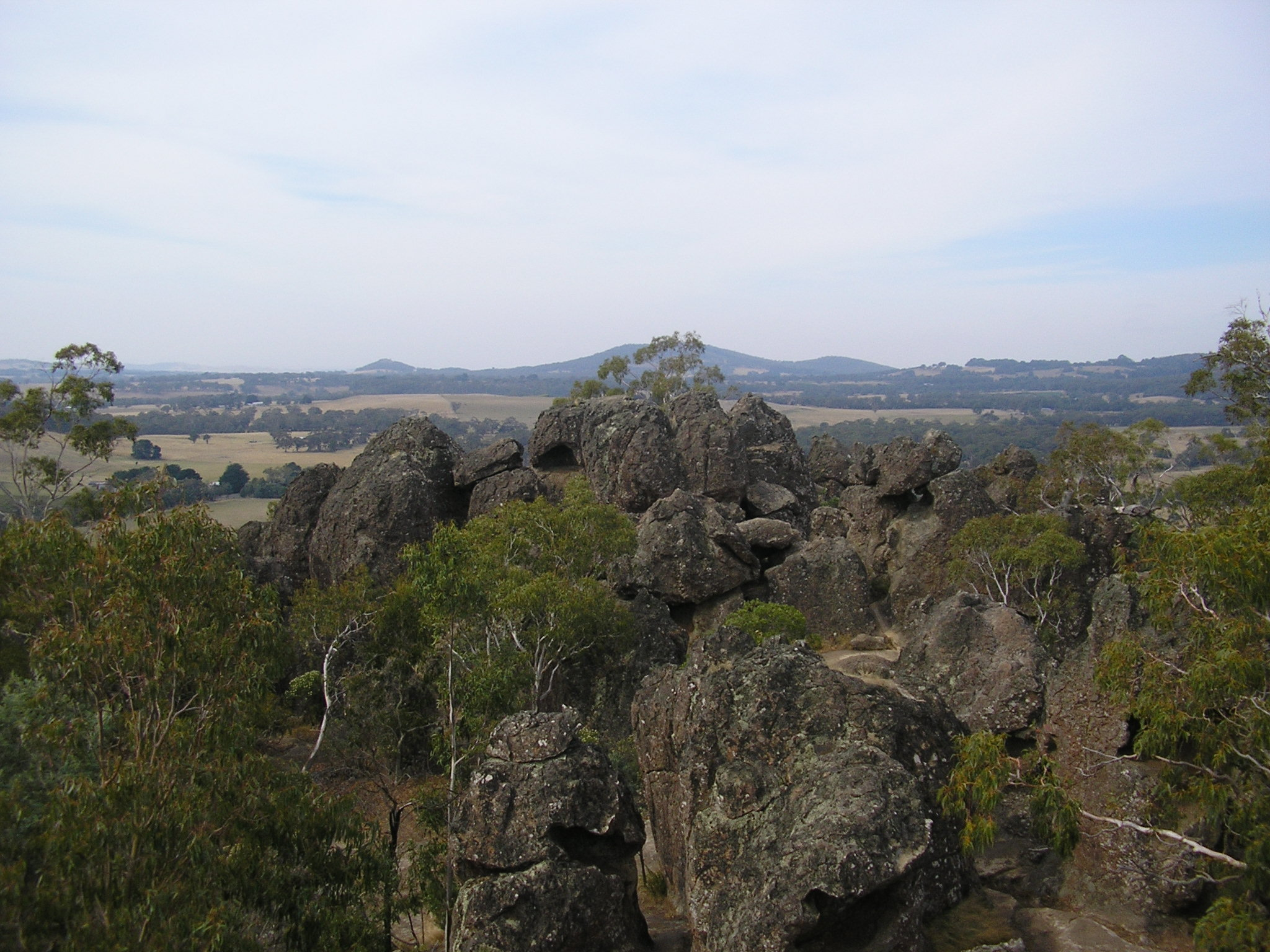
Hanging Rock, Australia, Victoria è stato utilizzato come uno dei luoghi per il mondo primordiale ambientato nel 10.000 a.C. nella serie.

Le riprese della seconda stagione, inizialmente dovevano essere girate a Victoria, in Australia, ma sono iniziate nel mese di aprile 2022, per un costo stimato di 118 milioni di dollari per essere nuovamente prodotte in Australia. Il 23 maggio 2023 è stato annunciato che le riprese della terza stagione inizieranno presto nel Queensland, in Australia.

### Presentazione
Il 23 luglio 2021 la NBC ha rilasciato il primo filmato ufficiale della serie, mentre il 12 settembre la NBC ha reso disponibile un'anteprima di 5 minuti della serie su YouTube e sul servizio di streaming Peacock TV. Il trailer ufficiale della serie è stato rilasciato il 14 settembre dello stesso anno.

## Distribuzione

### Stati Uniti
In origine la serie è andata in onda sulla NBC dal 28 settembre 2021: la prima stagione è stata trasmessa dal 28 settembre al 30 novembre 2021, mentre la seconda stagione è stata trasmessa dal 27 settembre 2022 al 28 febbraio 2023.
Composizione episodi
In origine la serie è composta da due stagioni di 24 episodi complessivi, ognuno dei quali ha una durata di 43 minuti circa: la prima stagione comprende i primi 10 episodi, mentre la seconda stagione i rimanenti 14.

### Italia
In Italia la serie è andata in onda su Italia 1: la prima stagione è stata trasmessa in seconda serata dall'8 giugno al 27 luglio 2022, mentre la seconda stagione è stata trasmessa di giorno dal 30 settembre al 4 novembre 2023.

### Internazionale
In Germania la serie è stata presentata in anteprima su Sky One il 24 aprile 2022. Nel Regno Unito la serie è andata in onda su Channel 5 il 1º agosto 2022 per poi essere pubblicata sulla piattaforma Paramount+ e contemporaneamente nello stesso giorno è stata pubblicata anche in Irlanda sulla piattaforma Paramount+.

## Accoglienza

### Critica
Il sito web dell'aggregatore di recensioni Rotten Tomatoes ha riportato un punteggio di approvazione del 38% con una valutazione media di 5,4/10, sulla base di 16 recensioni critiche. Il consenso della critica del sito web recita: Potrebbe esserci un presupposto valido nella sua follia, ma La Brea non lo persegue con sufficiente forza da risultare uno spettacolo che vale la pena di guardare, almeno non ancora. Metacritic, che utilizza una media ponderata, ha assegnato un punteggio di 49 su 100 basato su 7 critici, indicando recensioni miste o medie.